# Stazione di Montemarciano
La stazione di Montemarciano è una stazione ferroviaria situata sulla linea adriatica Bologna-Ancona a servizio dell'omonimo comune distante 4 km.

## Movimento
Gli unici treni che effettuano fermate sono i regionali e i regionali veloci, 25 treni al giorno nei giorni non festivi, circa 10 nei giorni festivi.
Nei giorni festivi d'estate è collegata anche alla città di Firenze grazie al regionale Ancona-Arezzo (tempo di percorrenza Ancona-Firenze 4 ore 7 minuti). Questo scalo ferroviario è situato sul lungomare della costa Adriatica su Marina di Montemarciano.

## Servizi
La stazione è classificata da RFI nella categoria bronze.